# Lago Kashiba
El Kashiba es un lago hundido situado a 1050 m s. n. m., unos 65 km al suroeste de Luanshya, en el distrito de Ndola, Zambia. Se formó hace millones de años por colapso de la superficie rocosa, que sepultó una red de cavernas formando una hondonada de bordes afilados; de este modo, el lago tiene más de 100 metros de profundidad en sus extremos y se cree que bastante más en su interior, aunque no se ha constatado.